# レジデント 型破りな天才研修医
『レジデント 型破りな天才研修医』（原題: The Resident）は、アメリカ合衆国のFoxで2018年1月21日から2023年1月17日まで放送されていたテレビドラマ。
2023年4月7日、Foxは視聴率の低下とイタリアの医療ドラマ『DOC あすへのカルテ』をリメイクする事が決定した為、本作品の制作を打ち切る事を発表した。

## 登場人物

### レギュラー
コンラッド・ホーキンス
演 - マット・ズークリー(Matt Czuchry) / 日本語吹替 - 小松史法
チャステイン・パーク記念病院シニアレジデント。
優秀な内科医でデヴォンの指導医。看護師のニックと交際している。
常に強気で患者のためなら上司のランドルフと衝突することもいとわない。
無駄な延命治療は行うべきではないという信念を持っており、人を助けるために時には規則を破る傾向がある。
父親は投資ファンドを運営する富裕層だが、父と対立し経済的支援を受けず、一度衛生兵として軍に入り、その奨学金で医学部に入ったためやや年齢が高め。
シーズン３ではチャステイン・パーク記念病院を運営するレッドロックの副社長キムとケインによって移植手術に関する虚偽の報告をとがめられ解雇される。
その後、地元のプロサッカーチームの選手を個人的に助けた事がきっかけでそのチームのチームドクターに就任し、チームと病院との専属契約を結びたいレッドロックの意向によりチーフレジデントとして復帰した。
ニコレット・"ニック"・ネヴィン (シーズン1-5)
演 - エミリー・ヴァンキャンプ (Emily VanCamp) / 日本語吹替 - 渋谷はるか
チャステイン・パーク記念病院ナース・プラクティショナー。
コンラッドと交際している。薬物依存症の妹と頼りにならない父がいる。
コンラッドとは一時別れていたが、復縁してシーズン4で結婚。
デヴォン・プラヴェシュ
演 - マニシュ・ダヤル (Manish Dayal) / 日本語吹替 - 大原崇
チャステイン・パーク記念病院インターン。インド系。
コンラッドから指導を受けているが、患者のためなら一線を越えがちなコンラッドとは対立することもある。患者と真摯に向き合う善良な医者だが、インターンでの経験から患者を救うためのグレーゾーンの判断は学んでいる。
母国の習慣で親から押しつけられた婚約に悩んでいたが、他に好きな相手がいる事を正直に伝えて結婚式直前に取りやめた。
シーズン2では自社の不正を告発した医療機器メーカーの女性社員と、シーズン3ではアメリカでミュージシャンを目指していたインド洋の島嶼国家の王女とロマンスがあったがうまくいかなかった。
シーズン4では新型コロナで父を亡くし、一時期は死んだ父親の幻覚を見るほどに落ち込んでいた。
シーズン5では臨床試験を専門に扱うことになる。
ミーナ・オカフォー (シーズン1-4)
演 - シャウネット・レネー・ウィルソン(Shaunette Renée Wilson) / 日本語吹替 - 足立由夏
チャステイン・パーク記念病院レジデント。西アフリカからの留学生。
心臓外科医志望でレジデントながらすでに専門医レベルであると自他ともに認めている。
指導医であるAJ・オースティンからは一人前として認められず反発していたが、様々な手術を重ねていく中で良き師弟関係となっている。AJとはお互い師弟以上の好意を持っているようだが、それ以上の関係に踏み出せないでいた。
母親はある術式では世界的権威の名医。
ランドルフ・ベル
演 - ブルース・グリーンウッド (Bruce Greenwood) / 日本語吹替 - 堀内賢雄
チャステイン・パーク記念病院外科部長。クレア・ソープが辞任するとCEOも兼任。
手術経験の豊富な病院の看板ドクター。
当初、原因不明の指先のふるえに悩まされており、手術の失敗を合併症のためと隠蔽することがあった。
権力志向、利益優先、医療ミス隠蔽などシーズン１ではあまり良心的ではない医者として描かれており、コンラッドを含む一部の病院スタッフからも患者を危険にさらす存在として嫌われていた。
保身的な面も多かったが、インターンの頃から30年以上勤続しているチャステイン・パーク記念病院や献身的に尽くしてくれる病院スタッフに思い入れがないわけではなく、経営陣と現場との板挟みで頭を悩ませる事も多い。
インターン時代からのランドルフを知っている人たちからは、若い頃のランドルフはコンラッドによく似ていて、上級医とぶつかりながらも病院の禁煙化を実現したり、患者のためなら難しい手術にも挑戦する情熱的な医者だったと語られている。
コンラッドとは激しく対立していたが、病院の危機を乗り越えていく中で徐々に認め合うようになり、本人も誠実な医者として行動し始めたことで他の病院スタッフからの信頼も取り戻していく。
シーズン１ではハンターと恋人関係だったが、ハンターを告発した後は整形外科医のキットと良い関係になっている。
シーズン3ではコンラッドを庇いCEOを辞任。レッドロックによって外科部長も解かれるが一外科医として病院に留まっている。後にゲスト出演した医療バラエティ番組の司会から後任としてスカウトされ、現役外科医による医療現場のドキュメントというスタイルで司会業を兼任している。
シーズン４ではないがしろにしてきた人間関係を後悔しており、疎遠だった義理の息子との関係修復をしようとしている。
シーズン5では多発性硬化症になり手の震えやめまいなどに悩まされ外科医として手術を行うことが難しくなるが治療を経て復帰する。

レナータ・モラーニ (シーズン1)
演 - モラン・アティアス (Moran Atias) / 日本語吹替 - 所河ひとみ
チャステイン・パーク記念病院宣伝部長。
クレア・ソープ (シーズン1)
演 - マーリン・ダンジー (Merrin Dungey) / 日本語吹替 - 土井真里
元チャステイン・パーク記念病院CEO。
レーン・ハンター (シーズン1, シーズン２ ゲスト)
演 - メリーナ・カナカレデス (Melina Kanakaredes) / 日本語吹替 - 定岡小百合
元チャステイン・パーク記念病院がん専門医。
製薬会社と共同開発した抗がん剤の治験成績を高めるため不正し、それをニックから告発されそうになると、患者に薬物を過剰投与して殺し、それをニックがやったように陥れた。
その時恋人だったランドルフが策略に気づき、一緒にもみ消そうと持ちかけるが、逆にランドルフに告発されて逮捕された。
シーズン２ではランドルフを脅して仮釈放させるが、ホテルに滞在していたところを被害者遺族によって銃殺された。
AJ・"ザ・ラプター"・オースティン (シーズン2- , シーズン1 ゲスト)
演 - マルコム＝ジャマル・ワーナー (Malcolm-Jamal Warner) / 日本語吹替 - 乃村健次
チャステイン・パーク記念病院心臓外科医。ランドルフが直々に採用した一流の外科医。
ミーナの腕前と態度を気に入り、彼女の指導医になった。
自信家な性格でミーナと反発する事もあったが、後に良い師弟関係となる。
ミーナに対しては恋愛感情を抱いているが、現状の関係を考えて指導医に徹している。
当初は「ランドルフ派」と思われており、傲慢な態度でコンラッドと対立することもあった。
心臓ペースメーカーの不良品に端を発する医療機器メーカーの不正問題の告発でコンラッドと協力し、お互いに認め合うようになる。
マーシャル・ウィンスロープ (シーズン2- , シーズン1, 3- ゲスト)
演 - グレン・モーシャワー (Glenn Morshower) / 日本語吹替 - 星野充昭
コンラッドの父。元チャステイン・パーク記念病院会長。
投資ファンドを運営しており、チャステイン・パークを傘下に収め会長に就任した。
落ち目の会社を買収して立て直すやり手の投資家として知られていたが、コンラッドとの関係修復を望んで医療業界に参入し、紆余曲折あってコンラッドとは和解した。
その後は医療機器メーカーの不正を暴くのに協力したり、医療業界の環境を良くするための投資活動を続けている。
カイル・ネヴィン
演 - コービン・バーンセン (シーズン2-)（Corbin Bernsen
ニックとジェシーの父。
若い頃から自由人であり薬物の依存性経験あり
ニックとは相性が悪かったがジェシーの一件のあとに和解、よき父親になろうとする。
キット・ヴォス (シーズン2- )
演 - ジェーン・リーヴス (Jane Leeves) / 日本語吹替 - 清水はる香
チャステイン・パーク記念病院整形外科医。
患者思いの優秀な整形外科医で、長年の付き合いであるランドルフの理解者。
患者や病院のためなら経営陣にも遠慮なく発言ができる性格で、その素質を見込まれてシーズン4では公立化したチャステイン・パーク記念病院のCEOに就任。
シーズン6ではランドルフと結婚する。
ビリー・サットン(シーズン4- )
演 - ジェシカ・ルーカス(Jessica Lucas) / 日本語吹替 - 杉山里穂
チャスティン・パーク記念病院脳神経外科医。
元々はチャスティン・パーク記念病院のレジデントだったが、独断でコンラッドの患者を手術して失敗。その責任を追及されて病院を辞めており、ニックたちとは疎遠になっていた。ニックが妊娠し、出産までの支えが必要になった事で戻ってきた。
ニックとは幼なじみで彼女の紹介によりチャスティン・パーク記念病院で働くことになる。シーズン5では外科部長に就任。
リーラ・デヴィ(シーズン4-)
演 - アヌジャ・ジョシ(Anuja Joshi) / 日本語吹替 - 田中由紀
チャスティン・パーク記念病院の失読症の外科のレジデント。シーズン5ではチーフレジデントに昇格する。
デヴォンと付き合い同棲を始めるが子供を持つか持たないかで意見が分かれ破局するがお互いを受け入れてよりを戻す。
ケイド・サリバン(シーズン5-)
演 - ケイリー・ロネイン(Kaley Ronayne) / 日本語吹替 - 東内マリ子
チャスティン・パーク記念病院のER医師。
デヴォンが臨床試験のためERから外れたことからチャスティン・パーク記念病院の医師として加わる。
イアン・サリバン(シーズン6-, シーズン5 ゲスト)
演 - アンドリュー・マッカーシー(Andrew McCarthy) / 日本語吹替 - 井上和彦
チャスティン・パーク記念病院の小児外科医でケイドの父親。薬物依存をケイドに隠しながら手術に励む。
ランドルフが多発性硬化症の治療で不在のため準レギュラーとなったためか、シーズン6からはレギュラーキャラとして登場している。

## エピソード一覧

### シーズン一覧
| シーズン | シーズン | エピソード | 米国での放送日                | 米国での放送日                |
| シーズン | シーズン | エピソード | 初回                          | 最終回                        |
| -------- | -------- | ---------- | ----------------------------- | ----------------------------- |
|          | 1        | 14         | 2018年1月21日                 | 2018年5月14日                 |
|          | 2        | 23         | 2018年9月24日                 | 2019年5月6日                  |
|          | 3        | 20         | 2019年9月24日                 | 2020年4月7日                  |
|          | 4        | 14         | 2021年1月12日                 | 2021年5月18日                 |
|          | 5        | 23         | 2021年9月21日                 | 2022年5月17日                 |
|          | 6        | 13         | 2022年9月20日                 | 2023年1月17日                 |
| トータル | トータル | 107        | 2018年1月21日 – 2023年1月17日 | 2018年1月21日 – 2023年1月17日 |

### シーズン1 (2018年)
| 通算 | 話数 | タイトル         | 原題                           | 監督                     | 米国放送日    | 視聴者数 (万人) |
| ---- | ---- | ---------------- | ------------------------------ | ------------------------ | ------------- | --------------- |
| 1    | 1    | 初日の現実       | Pilot                          | フィリップ・ノイス       | 2018年1月21日 | 865             |
| 2    | 2    | 二つの心臓       | Independence Day               | フィリップ・ノイス       | 2018年1月22日 | 470             |
| 3    | 3    | 戦友             | Comrades in Arms               | ロブ・コーン             | 2018年1月29日 | 475             |
| 4    | 4    | 身元不明患者     | Identity Crisis                | ビル・デリア             | 2018年2月5日  | 487             |
| 5    | 5    | 同時手術の弊害   | None the Wiser                 | ジェームズ・ロデイ       | 2018年2月26日 | 386             |
| 6    | 6    | 深まる疑惑       | No Matter the Cost             | デヴィッド・ロドリゲス   | 2018年3月5日  | 408             |
| 7    | 7    | 駆け落ち         | The Elopement                  | ロブ・コーン             | 2018年3月12日 | 380             |
| 8    | 8    | 家族の形         | Family Affair                  | トーマス・カーター       | 2018年3月19日 | 422             |
| 9    | 9    | 操られる命       | Lost Love                      | ブロンウェン・ヒューズ   | 2018年3月26日 | 421             |
| 10   | 10   | ゴースト         | Haunted                        | デヴィッド・クラブツリー | 2018年4月16日 | 430             |
| 11   | 11   | 生け贄           | And the Nurses Get Screwed     | リズ・アレン             | 2018年4月23日 | 396             |
| 12   | 12   | レジデントの決断 | Rude Awakenings and the Raptor | ジェームズ・ロデイ       | 2018年4月30日 | 391             |
| 13   | 13   | 謎の症例         | Run, Doctor, Run               | ジェームズ・ロデイ       | 2018年5月7日  | 401             |
| 14   | 14   | 詐欺の結末       | Total Eclipse of the Heart     | ロブ・コーン             | 2018年5月14日 | 429             |

### シーズン2 (2018年 - 2019年)
| 通算 | 話数 | タイトル             | 原題                             | 監督                           | 米国放送日     | 視聴者数 (万人) |
| ---- | ---- | -------------------- | -------------------------------- | ------------------------------ | -------------- | --------------- |
| 15   | 1    | ブラックアウト       | 00:42:30                         | ロブ・コーン                   | 2018年9月24日  | 488             |
| 16   | 2    | 富める者と貧しい者   | The Prince & The Pauper          | ニコール・ルビオ               | 2018年10月1日  | 488             |
| 17   | 3    | 信じる心             | Three Words                      | ポール・マクレーン             | 2018年10月8日  | 492             |
| 18   | 4    | 決断                 | About Time                       | ギアリー・マクロード           | 2018年10月15日 | 468             |
| 19   | 5    | 最良の選択           | The Germ                         | ジャン・ターナー               | 2018年10月22日 | 478             |
| 20   | 6    | 悪夢                 | Nightmares                       | デヴィッド・クラブツリー       | 2018年10月29日 | 497             |
| 21   | 7    | 治験の罠             | Trial & Error                    | ロブ・グリーンリー             | 2018年11月5日  | 493             |
| 22   | 8    | 箱の中の心臓         | Heart in a Box                   | ジェームズ・ホイットモア・Jr   | 2018年11月19日 | 441             |
| 23   | 9    | それぞれの試練       | The Dance                        | ロブ・コーン                   | 2018年11月26日 | 509             |
| 24   | 10   | 崩壊の後に           | After the Fall                   | エドワード・オルネラス         | 2019年1月14日  | 551             |
| 25   | 11   | 執刀医のミス         | Operator Error                   | ティモシー・A・グッド          | 2019年1月21日  | 538             |
| 26   | 12   | 感染症の恐怖         | Fear Finds a Way                 | ブロンウェン・ヒューズ         | 2019年1月28日  | 528             |
| 27   | 13   | 不可能な手術         | Virtually Impossible             | ヴァレリー・ウェイス           | 2019年2月4日   | 542             |
| 28   | 14   | 愛の名の下に         | Stupid Things in the Name of Sex | デヴィッド・クラブツリー       | 2019年2月11日  | 524             |
| 29   | 15   | 女王の系譜           | Queens                           | ジョン・ブロウリー             | 2019年2月18日  | 513             |
| 30   | 16   | 利益と良心           | Adverse Events                   | ブロンウェン・ヒューズ         | 2019年3月4日   | 512             |
| 31   | 17   | 最後の賭け           | Betrayal                         | ロバート・ダンカン・マクニール | 2019年3月18日  | 515             |
| 32   | 18   | 再会                 | Emergency Contact                | サティア・バーバー             | 2019年3月25日  | 497             |
| 33   | 19   | 雪の日の決意         | Snowed In                        | ケリー・ウィリアムズ           | 2019年4月1日   | 528             |
| 34   | 20   | 偏見がもたらすもの   | If Not Now, When?                | ロブ・コーン                   | 2019年4月15日  | 455             |
| 35   | 21   | 血のつながり         | Stuck as Foretold                | ポール・マクレーン             | 2019年4月22日  | 485             |
| 36   | 22   | 越えてはならない一線 | Broker and Broker                | ジャン・ターナー               | 2019年4月29日  | 516             |
| 37   | 23   | 命を懸けた手術       | The Unbefriended                 | ロブ・コーン                   | 2019年5月6日   | 501             |

### シーズン3 (2019年 - 2020年)
| 通算 | 話数 | タイトル               | 原題                            | 監督                         | 米国放送日     | 視聴者数 (万人) |
| ---- | ---- | ---------------------- | ------------------------------- | ---------------------------- | -------------- | --------------- |
| 38   | 1    | 新たな始まり           | From the Ashes                  | ロブ・コーン                 | 2019年9月24日  | 405             |
| 39   | 2    | 究極の手術             | Flesh of My Flesh               | ジェームズ・ホイットモア・Jr | 2019年10月1日  | 384             |
| 40   | 3    | 聖人と罪人             | Saints & Sinners                | ポール・マクレーン           | 2019年10月8日  | 366             |
| 41   | 4    | 対立する信念           | Belief System                   | タイ・ウエスト               | 2019年10月15日 | 374             |
| 42   | 5    | それぞれの選択         | Choice Words                    | エドワード・オルネラス       | 2019年11月5日  | 340             |
| 43   | 6    | ナース感謝の日         | Nurses' Day                     | スティーヴ・ロビン           | 2019年11月12日 | 367             |
| 44   | 7    | 悲劇の果て             | Woman Down                      | ケリー・ウィリアムズ         | 2019年11月19日 | 390             |
| 45   | 8    | 七面鳥と北京ダック     | Peking Duck Day                 | ドーン・ウィルキンソン       | 2019年11月26日 | 352             |
| 46   | 9    | 医師生命の危機         | Out for Blood                   | デヴィッド・クラブツリー     | 2019年12月3日  | 428             |
| 47   | 10   | 告発者                 | Whistleblower                   | ロブ・コーン                 | 2019年12月17日 | 385             |
| 48   | 11   | しがらみからの解放     | Free Fall                       | ジャン・ターナー             | 2020年1月7日   | 374             |
| 49   | 12   | 計画倒れ               | Best Laid Plans                 | サティア・バーバー           | 2020年1月14日  | 391             |
| 50   | 13   | 復活の時               | How Conrad Gets His Groove Back | ジュリー・エベール           | 2020年1月21日  | 401             |
| 51   | 14   | ノミの仕事             | The Flea                        | ロブ・グリーンリー           | 2020年1月28日  | 408             |
| 52   | 15   | ラストチャンス         | Last Shot                       | ティモシー・A・グッド        | 2020年2月18日  | 393             |
| 53   | 16   | 舞踏会の夜             | Reverse Cinderella              | シーリン・チョックシー       | 2020年3月3日   | 482             |
| 54   | 17   | ドール・E・ウッド      | Doll E. Wood                    | リー・ルー                   | 2020年3月10日  | 374             |
| 55   | 18   | ドーン・ロングの旅立ち | So Long, Dawn Long              | バネッサ・パリーゼ           | 2020年3月17日  | 477             |
| 56   | 19   | サポートシステム       | Support System                  | ケリー・ウィリアムズ         | 2020年3月24日  | 454             |
| 57   | 20   | 燃え尽きた心           | Burn It All Down                | エドワード・オルネラス       | 2020年4月7日   | 509             |

### シーズン4 (2021年)
| 通算 | 話数 | タイトル               | 原題                         | 監督                     | 米国放送日    | 視聴者数 (万人) |
| ---- | ---- | ---------------------- | ---------------------------- | ------------------------ | ------------- | --------------- |
| 58   | 1    | 結婚式と葬式           | A Wedding, A Funeral         | ロブ・コーン             | 2021年1月12日 | 3922            |
| 59   | 2    | ミーナ法廷             | Mina's Kangaroo Court        | ロブ・コーン             | 2021年1月19日 | 342             |
| 60   | 3    | 思いがけない患者       | The Accidental Patient       | ロブ・グリーンリー       | 2021年1月26日 | 358             |
| 61   | 4    | 前進と母のお節介       | Moving on and Mother Hens    | ロブ・グリーンリー       | 2021年2月2日  | 409             |
| 62   | 5    | 夕暮れ前               | Home Before Dark             | レスリー・リブマン       | 2021年2月9日  | 344             |
| 63   | 6    | 悔恨と再生             | Requiems & Revivals          | レスリー・リブマン       | 2021年2月9日  | 380             |
| 64   | 7    | 英雄たちの選択         | Hero Moments                 | エドワード・オルネラス   | 2021年2月16日 | 357             |
| 65   | 8    | 始まりの日、終わりの日 | First Days, Last Days        | エドワード・オルネラス   | 2021年3月9日  | 346             |
| 66   | 9    | 人生の分岐路           | Doors Opening, Doors Closing | リー・リュー             | 2021年4月13日 | 354             |
| 67   | 10   | 未知の世界へ           | Into the Unknown             | ケリー・ウィリアムズ     | 2021年4月20日 | 352             |
| 68   | 11   | 嵐のあとで             | After the Storm              | パブロ・ゴメス・カストロ | 2021年4月27日 | 329             |
| 69   | 12   | 見えざるものへの希望   | Hope in the Unseen           | ロブ・コーン             | 2021年5月4日  | 343             |
| 70   | 13   | 子供たちの物語         | A Children's Story           | ケリー・ウィリアムズ     | 2021年4月11日 | 310             |
| 71   | 14   | 過去 現在 未来         | Past, Present, Future        | ロブ・コーン             | 2021年5月18日 | 305             |

### シーズン5 (2021年 - 2022年)
| 通算 | 話数 | タイトル             | 原題                                      | 監督                         | 米国放送日     | 視聴者数 (万人) |
| ---- | ---- | -------------------- | ----------------------------------------- | ---------------------------- | -------------- | --------------- |
| 72   | 1    | パパ                 | Da Da                                     | ロブ・コーン                 | 2021年9月21日  | 303             |
| 73   | 2    | 裏目に出た善意       | No Good Deed                              | ケリー・ウィリアムズ         | 2021年9月28日  | 296             |
| 74   | 3    | 長く曲がりくねった道 | The Long and Winding Road                 | ロブ・コーン                 | 2021年10月5日  | 311             |
| 75   | 4    | 新たな局面           | Now What?                                 | ロブ・グリーンリー           | 2021年10月12日 | 294             |
| 76   | 5    | 亡き者への想い       | The Thinnest Veil                         | ポール・マクレーン           | 2021年10月19日 | 331             |
| 77   | 6    | 医師からの処方箋     | Ask Your Doctor                           | デヴィッド・クラブツリー     | 2021年11月9日  | 300             |
| 78   | 7    | 未来の自分           | Who Will You Be?                          | アマン・カデラリ             | 2021年11月16日 | 302             |
| 79   | 8    | 外科医の手習い       | Old Dogs, New Tricks                      | サム・フリードランダー       | 2021年11月23日 | 302             |
| 80   | 9    | 命の尊厳             | He'd Really Like to Put in a Central Line | ジェームズ・ホイットモア・Jr | 2021年11月30日 | 338             |
| 81   | 10   | 正体不明の相手       | Unknown Origin                            | ロブ・コーン                 | 2021年12月7日  | 302             |
| 82   | 11   | 彼女の心臓           | Her Heart                                 | ケリー・ウィリアムズ         | 2022年2月1日   | 333             |
| 83   | 12   | あなたは誰?          | Now You See Me                            | リー・リュー                 | 2022年2月8日   | 336             |
| 84   | 13   | 恐れていた再会       | Viral                                     | アン・レントン               | 2022年2月15日  | 323             |
| 85   | 14   | 告発の行方           | Hell in a Handbasket                      | マニシュ・ダヤル             | 2022年2月22日  | 309             |
| 86   | 15   | 揺るぎない信念       | In for a Penny                            | マイケル・メディコ           | 2022年3月8日   | 314             |
| 87   | 16   | 6ボルト              | 6 Volts                                   | ステファニー・マーティン     | 2022年3月29日  | 314             |
| 88   | 17   | 命をつなぐ決断       | The Space Between                         | キンバリー・ハント           | 2022年4月5日   | 350             |
| 89   | 18   | 乗るか死か           | Ride or Die                               | ダイアナ・ヴァレンタイン     | 2022年4月12日  | 313             |
| 90   | 19   | 時が来たら           | All We Have Is Now                        | ジュリー・エベール           | 2022年4月19日  | 301             |
| 91   | 20   | 分かれ道             | Fork in the Road                          | ボセド・ウィリアムズ         | 2022年4月26日  | 305             |
| 92   | 21   | リスク               | Risk                                      | ポール・マクレーン           | 2022年5月3日   | 318             |
| 93   | 22   | すれ違う思い         | The Proof Is in the Pudding               | ニック・ゴメス               | 2022年5月10日  | 285             |
| 94   | 23   | ネオンムーン         | Neon Moon                                 | ロブ・コーン                 | 2022年5月17日  | 290             |

### シーズン6 (2022年 - 2023年)
| 通算 | 話数 | タイトル           | 原題                           | 監督                         | 米国放送日     | 視聴者数 (万人) |
| ---- | ---- | ------------------ | ------------------------------ | ---------------------------- | -------------- | --------------- |
| 95   | 1    | 2つの心臓          | Two Hearts                     | ロブ・コーン                 | 2022年9月20日  | 271             |
| 96   | 2    | 希望と不安         | Peek and Shriek                | ポール・マクレーン           | 2022年9月27日  | 265             |
| 97   | 3    | 一発の銃弾         | One Bullet                     | アマン・カデラリ             | 2022年10月4日  | 269             |
| 98   | 4    | うしろめたい思い   | It Won't Be Like This for Long | マリー・ジャモラ             | 2022年10月11日 | 271             |
| 99   | 5    | 強がりの奥に       | A River in Egypt               | ビル・デリア                 | 2022年10月18日 | 264             |
| 100  | 6    | 挙式の夜に         | For Better or Worse            | マニシュ・ダヤル             | 2022年10月25日 | 297             |
| 101  | 7    | キメラ             | The Chimera                    | マルコム＝ジャマル・ワーナー | 2022年11月8日  | 298             |
| 102  | 8    | 勝利のカギ         | The Better Part of Valor       | ステファニー・マーティン     | 2022年11月15日 | 256             |
| 103  | 9    | 高まるプレッシャー | No Pressure No Diamonds        | エイプリル・ウィニー         | 2022年11月29日 | 332             |
| 104  | 10   | 家族のかたち       | Family Day                     | ロブ・コーン                 | 2022年12月6日  | 279             |
| 105  | 11   | やり抜く勇気       | All In                         | イェール・スターヴ           | 2023年1月3日   | 252             |
| 106  | 12   | 大義のために       | All the Wiser                  | ジュリー・エベール           | 2023年1月10日  | 250             |
| 107  | 13   | 愛する想い         | All Hands on Deck              | ロブ・コーン                 | 2023年1月17日  | 298             |